# Marc-Antoine Berdolet

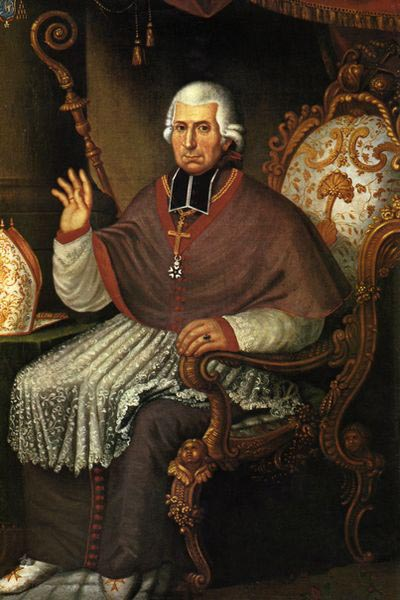
Bischof Marc-Antoine Berdolet, Gemälde von Aegidius Johann Peter Joseph Scheuren

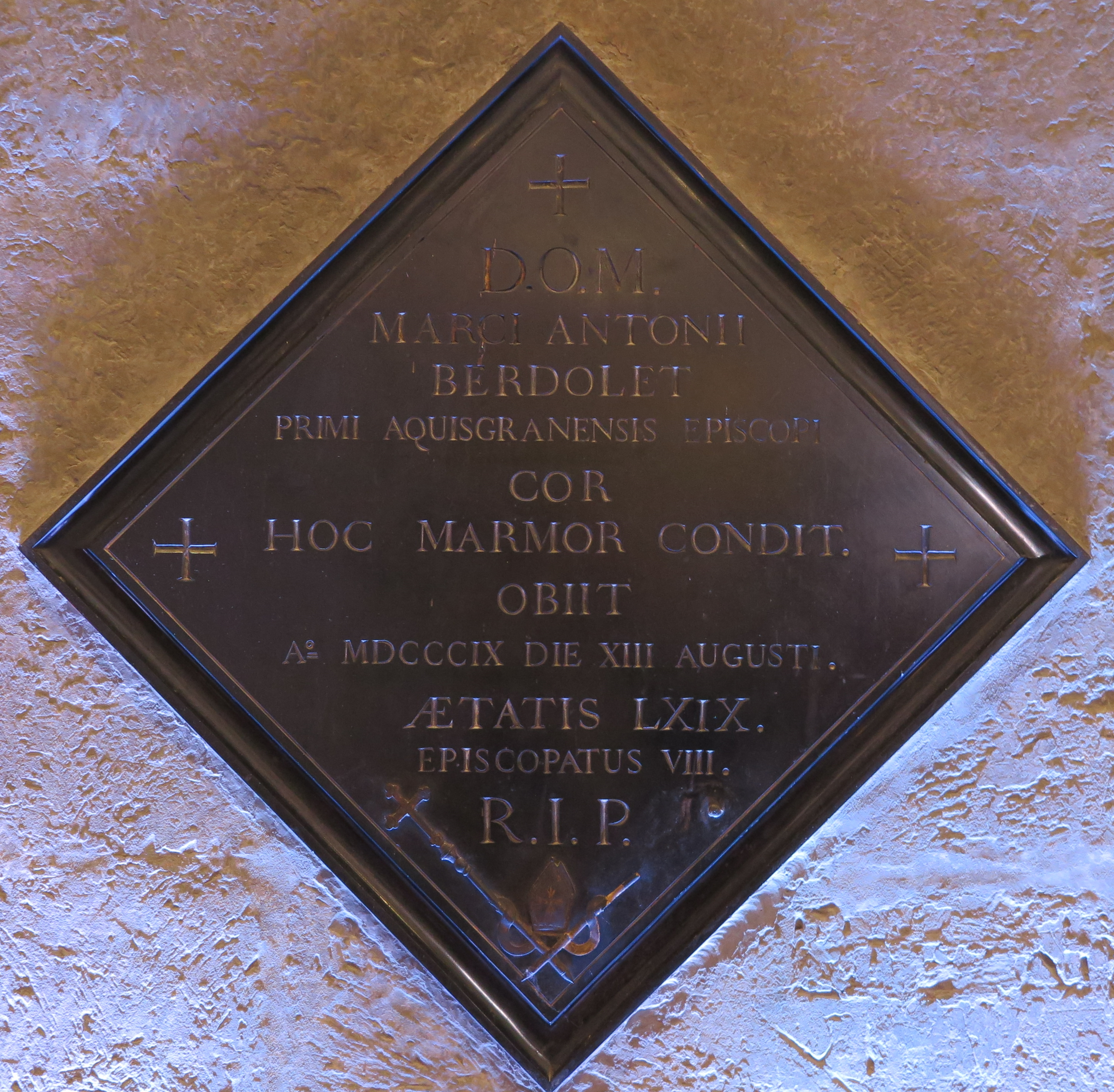
Gedenktafel an Berdolet in der Chorhalle des Aachener Doms

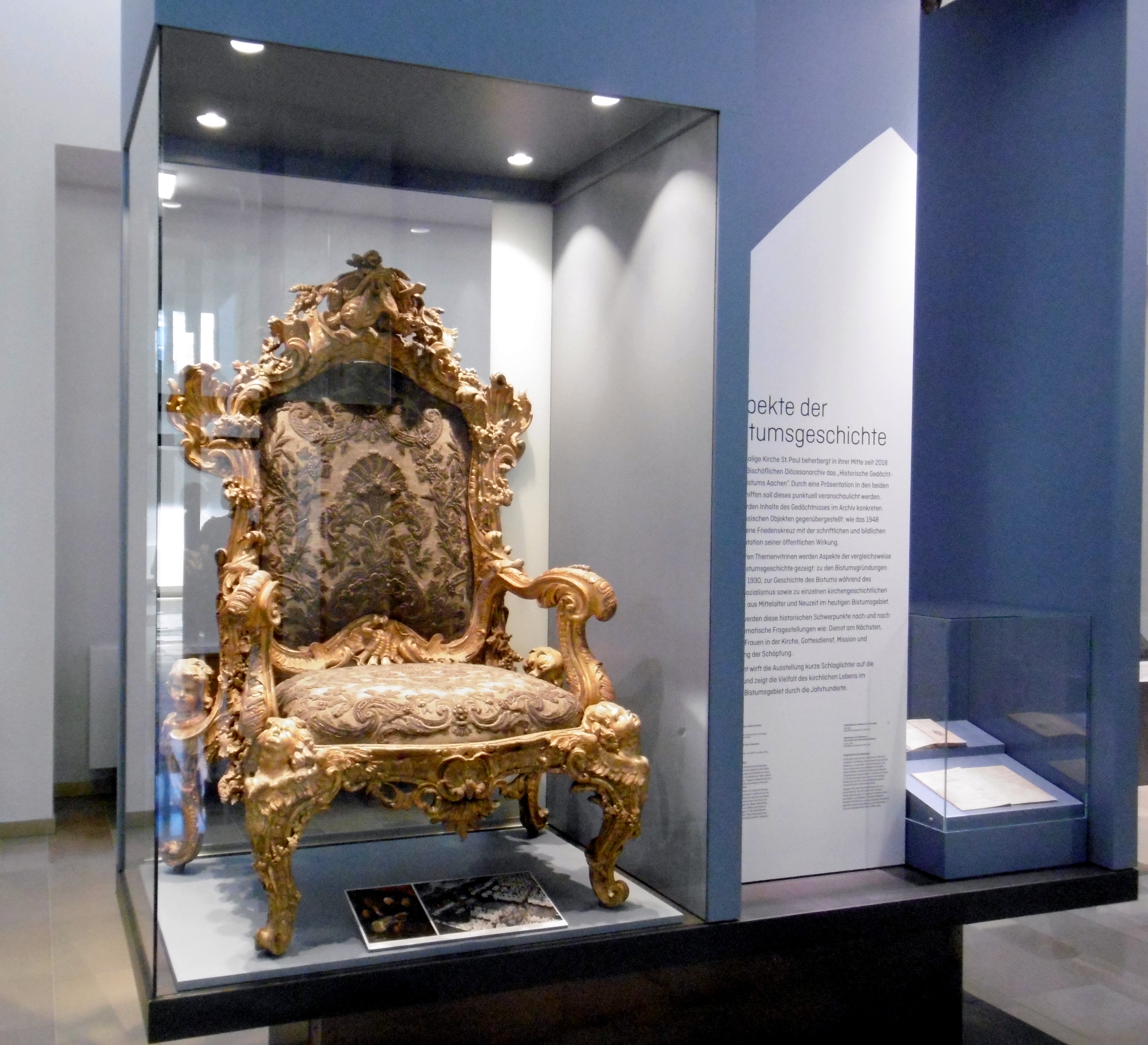
Berdolets Bischofsthron im Diözesanarchiv St. Paul, Aachen

Marc-Antoine Berdolet (* 13. September 1740 in Rougemont-le-Château; † 13. August 1809 in Aachen) war katholischer Priester und Bischof von Aachen.

## Leben und Wirken
Der Bischof wurde am 13. September 1740 als Sohn des Lehrers George Berdolet und seiner Frau Marie Jeanne geb. Gatois bei Belfort in Frankreich geboren. Er besuchte das Gymnasium in Pruntrut und trat anschließend in das Priesterseminar zu Besançon ein, wo er am 9. April 1767 auch zum Priester geweiht wurde. Nach einer kurzen Vikarszeit in Delle erhielt er die Pfarrstelle in Phaffans, von wo aus er auch später als Dechant für das Oberelsass tätig war. Vom Gedankengut der Aufklärung und des Gallikanismus beeinflusst, war er einer der ersten Priester, die den Eid auf die Zivilverfassung des Klerus leisteten. Doch machten ihn sein unanfechtbarer Glaube und sein seelsorglicher Eifer verdächtig, so dass er während der Schreckensherrschaft der Jakobiner während der Französischen Revolution gefangengesetzt wurde. Erst der Sturz Robespierres befreite ihn aus dieser Lage, doch hatte die konstitutionelle Kirche mittlerweile weitestgehend die Unterstützung des Staates verloren.
Ein Nationalkonzil sollte die Lage der Kirche neu regeln und so wurde Berdolet nach dem in der Zivilkonstitution vorgesehenen Verfahren zum Bischof gewählt und am 15. August 1796 in der Dominikanerkirche Colmar zum konstitutionellen Bischof des Départements Haut-Rhin geweiht. Seinen Sitz nahm der Bischof in Sulz, doch musste er mit allen anderen Bischöfen 1801 den Rücktritt einreichen, so wie das Konkordat von 1801 es vorsah.
Auf Fürsprache der Gemahlin Napoleons, Joséphine, welche er bei einem ihrer Besuche während seiner Gefangenschaft kennenlernte und auf die er einen starken Eindruck hinterlassen hatte, wurde er als eifriger Seelsorger, staatstreuer Bischof, der die deutsche Sprache ebenso beherrschte wie die französische, 1802 zum ersten Bischof des neugegründeten Bistums Aachen berufen. Wie die Bischofsstuhlbesetzung im neuzugeschnittenen Bistum Mainz durch Joseph Ludwig Colmar und die Bischofssitzübertragung auf Charles Mannay im neugestalteten Bistum Trier war dies Teil der umfassend strategisch ausgerichteten, linksrheinischen Kirchenpolitik Napoleons.
Die in ihn gesetzten Hoffnungen hatte Berdolet nie enttäuscht. Der persönliche Verehrer Napoleons mühte sich um eine positive Beeinflussung seiner Diözesanen zum französischen Staat und schuf aus dem Nichts geordnete Verhältnisse in einer neuen Diözese. Der Bischof, welcher persönlich ein schlichtes, anspruchsloses und frommes Leben führte, der irenisch gesinnt und auf Ausgleich bedacht war, bewältigte trotz seiner schwachen Gesundheit ein enormes Arbeitspensum und errang sich die Liebe der Bevölkerung. In seinem großen Bistum unternahm er vielfach Reisen.
Bei einer Heimfahrt aus Koblenz im Jahre 1808 erlitt Berdolet im Kölner Priesterseminar einen Blutsturz. Im darauffolgenden Jahr wurde der Bischof am 8. August in seiner Residenz von heftiger Atemnot und Erstickungsanfällen heimgesucht. Am Morgen des 13. August 1809 beichtete er und nahm in seiner Kapelle an der heiligen Messe teil; nach dem Mittagessen fiel er in Ohnmacht und starb gegen 7 Uhr abends im Alter von 68 Jahren. Marc Antoine Berdolet wurde auf dem Aachener Ostfriedhof am Adalbertsteinweg beigesetzt, sein Herz in die Chorhalle des Aachener Doms eingemauert. An den Ort erinnert eine schwarze Marmorplatte im Chor.
Ein Porträt von ihm, 1807 gemalt von Aegidius Johann Peter Joseph Scheuren, befindet sich in der Aachener Domschatzkammer.